# 葛飾北岱
葛飾 北岱（かつしか ほくたい、生没年不詳）とは、江戸時代の浮世絵師。

## 来歴
葛飾北斎の門人。森川氏の次男だったという。葛飾の画姓を称し、盈斎、辰々子、雷斗と号す。浅草に住んでいたと伝わる。作画期は享和から天保の頃にかけてで、天保年間に二代雷斗を号するようになったといわれるが、文化末年頃の作とみられる肉筆画には「辰々子雷斗画」の落款がある。作は読本や狂歌絵本の挿絵、錦絵、肉筆画を手がける。また狂歌師としても活躍し、琵琶連の一員として便々館湖鯉鮒選の『袖玉狂歌集』（文化3年〈1806年〉刊行）などで狂歌を発表している。

## 作品
- 『忠臣蔵当振舞』　※石川雅望作、享和3年（1803年）刊行
- 『報親讐小槌本望』　黄表紙　※赤城山家女作、享和4年刊行
- 『山嵐』一冊　洒落本　※柳亭種彦作、文化5年（1808年）刊行
- 「立姿美人図」　絹本着色　出光美術館所蔵　※「震々子　北岱雷斗」の落款、印文不明の朱文長方印あり。文化期
- 「二人芸妓図」　絹本着色　浮世絵太田記念美術館所蔵
- 「七福神図」　絹本墨画淡彩　日本浮世絵博物館所蔵　※北斎が毘沙門天、北山（閲歴不明）が布袋、葛飾北秀が蛭子、魚屋北渓が福禄寿と鶴、葛飾戴斗が大黒天、二代目葛飾北斎が弁財天、北岱が寿老人を描いた合作。墨色などからこの7人が顔を揃えてその場で描いたものといわれる。